# Compsus
Compsus är ett släkte av skalbaggar. Compsus ingår i familjen vivlar.

## Dottertaxa tillCompsus, i alfabetisk ordning[1]
- Compsus 18-signatus
- Compsus acrolithus
- Compsus adamantinus
- Compsus adonis
- Compsus aeruginosus
- Compsus affinis
- Compsus albarius
- Compsus albosetosus
- Compsus albus
- Compsus alternans
- Compsus alternevittatus
- Compsus apiarius
- Compsus argentinicus
- Compsus argyreus
- Compsus armatissimus
- Compsus ater
- Compsus atrosignatus
- Compsus attenuatus
- Compsus auricephalus
- Compsus auriceps
- Compsus aurisquamosus
- Compsus azureipes
- Compsus bellus
- Compsus benoisti
- Compsus bicarinatus
- Compsus bicoloratus
- Compsus biimpressus
- Compsus bimaculatus
- Compsus bisignatus
- Compsus bituberculatus
- Compsus bituberosus
- Compsus bourcieri
- Compsus caeruleipes
- Compsus candidus
- Compsus canescens
- Compsus canus
- Compsus caveatus
- Compsus chlorostictus
- Compsus cicatricosus
- Compsus cinerascens
- Compsus clarus
- Compsus coelestinus
- Compsus cometes
- Compsus confluens
- Compsus conspicillatus
- Compsus coruscus
- Compsus costaricensis
- Compsus cyanitarsis
- Compsus cyphoides
- Compsus dalmani
- Compsus dejeani
- Compsus delicatulus
- Compsus deliciosus
- Compsus deplanatus
- Compsus dives
- Compsus divisus
- Compsus dorsalis
- Compsus dorsofuscus
- Compsus dubius
- Compsus elegans
- Compsus ermineus
- Compsus espletiae
- Compsus eustylodes
- Compsus exanguis
- Compsus fossicollis
- Compsus fractilineatus
- Compsus fulgidipes
- Compsus furcatus
- Compsus gemmeus
- Compsus gentilis
- Compsus glaucus
- Compsus gyllenhali
- Compsus hybridus
- Compsus interruptus
- Compsus iris
- Compsus isabellinus
- Compsus labyrinthicus
- Compsus lacteus
- Compsus lajoyei
- Compsus latifrons
- Compsus lebasi
- Compsus lepidus
- Compsus lindigi
- Compsus lineatus
- Compsus maricao
- Compsus marshalli
- Compsus molitor
- Compsus monachus
- Compsus nigropunctatus
- Compsus nigroundulatus
- Compsus niveus
- Compsus obliquatus
- Compsus obliquecostatus
- Compsus ochroleucus
- Compsus octodecimsignatus
- Compsus opalinus
- Compsus opulentus
- Compsus ostracion
- Compsus otti
- Compsus parviscutum
- Compsus parvus
- Compsus pertinax
- Compsus peruvianus
- Compsus placidus
- Compsus popayanus
- Compsus pugionatus
- Compsus pustulosus
- Compsus quadrilineatus
- Compsus quadrisignatus
- Compsus quadrivittatus
- Compsus religiosus
- Compsus roseomicans
- Compsus rufipes
- Compsus rugosus
- Compsus saucius
- Compsus scrutator
- Compsus sejunctus
- Compsus serietuberculatus
- Compsus simoni
- Compsus sordidus
- Compsus spectabilis
- Compsus subcostatus
- Compsus sulcicollis
- Compsus sylvaticus
- Compsus tuberculatus
- Compsus wagneri
- Compsus variegatus
- Compsus vespertinus
- Compsus vestalis
- Compsus westermanni
- Compsus whymperi
- Compsus vilis
- Compsus violaceus
- Compsus virginalis
- Compsus virgineus
- Compsus viridilimbata
- Compsus viridimaculatus
- Compsus viridipunctatus
- Compsus viridis
- Compsus viridissimus
- Compsus viridivittatus
- Compsus viridulus
- Compsus zebra